# Phoenissae
Le Fenicie (in latino Phoenissae) è una cothurnata perduta dello scrittore romano Lucio Accio. Traeva ispirazione dal ciclo tebano.